# AH-64 Apache
L'AH-64 Apache és un helicòpter militar d'atac d'origen nord-americà. Compta amb rotors principal i de cua de quatre pales. Es tracta d'un aparell bimotor, biplaça en tàndem, i dissenyat per a missions d'atac contra carro, assalt, escorta i caça-helicòpter, amb capacitat operativa tot temps i dia-nit.
L'armament fix d'aquest helicòpter és un canó automàtic M230 de 30 mm. També està equipat amb una combinació de míssils antitancs AGM-114 Hellfire i llançacoets Hydra 70 en els quatre punts d'ancoratge de les seves dues estructures alares; i a més, pot portar míssils antiaeris FIM-92 Stinger o AIM-9 Sidewinder en els extrems de les ales.
L'Apache va ser dissenyat per Hughes Helicopters en resposta al programa "Helicòpter d'Atac Avançat" (en anglès: AAH o Advanced Attack Helicopter) de l'Exèrcit dels Estats Units. Posteriorment McDonnell Douglas va adquirir Hughes Helicopters i va continuar el desenvolupament de l'AH-64 obtenint com a resultat l'AH-64D Apache Longbow, actualment produït per Boeing Integrated Defense Systems. L'AH-64 és el principal helicòpter d'atac de l'Exèrcit nord-americà i el successor de l'AH-1 Cobra. Amb els Estats Units ha entrat en acció en la Invasió nord-americana de Panamà de 1989, en la Guerra del Golf, en la Guerra de l'Afganistan de 2001 i en la Invasió de l'Iraq de 2003.

## Desenvolupament

### Programa AAH

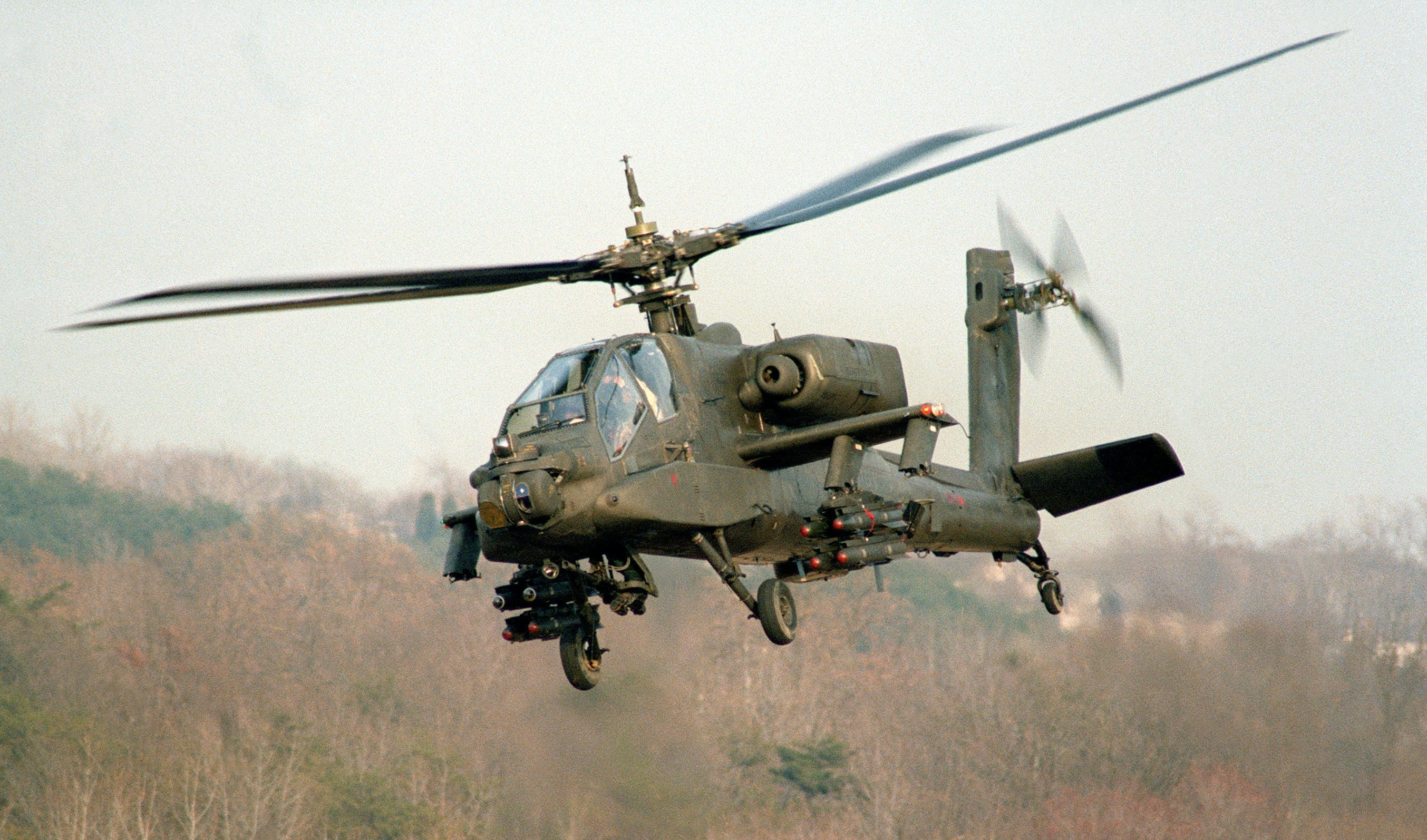
Prototip YAH-64A, Model 77 de Hughes, durant una demostració de vol.

A principis dels anys 1970, després de la cancel·lació de l'AH-56 Cheyenne en favor de projectes de la Força Aèria i del Cos de Marines dels Estats Units, com els avions Fairchild Republic A-10 Thunderbolt II i McDonnell Douglas AV-8B Harrier II, l'Exèrcit dels Estats Units va buscar una altra aeronau per complir el rol d'atac antiblindatge que quedés sota el comandament de l'Exèrcit (les normes de separació de les branques de les Forces Armades dels Estats Units d'Amèrica aprovades en 1948 prohibeixen a l'Exèrcit operar amb aeronaus d'ala fixa). L'Exèrcit va voler una aeronau amb major potència de foc, rendiment i abast que l'AH-1 Cobra, que tingués maniobrabilitat per realitzar missions de vol ran de terra. A aquest efecte, l'Exèrcit nord-americà va emetre una petició de propostes per un helicòpter d'atac avançat sota el programa AAH (en anglès sigles de: Advanced Attack Helicopter) en l'any 1972.

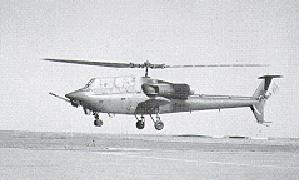
El Bell Model 409 / YAH-63A, presentat per Bell al programa AAH, rebutjat en favor del YAH-64A.

Les propostes van ser presentades per cinc fabricants: Bell Helicopter Textron, Boeing-Vertol (associat amb Grumman), Hughes Aircraft, Lockheed Corporation, i Sikorsky Aircraft. L'any 1973 el Departament de Defensa dels Estats Units va seleccionar com a finalistes a Bell i a la Divisió d'Aeronaus Toolco d'Hughes Aircraft (posteriorment Hughes Helicopters). Així va començar la fase 1 del programa AAH.
Cada companyia va construir els seus helicòpters de prototip i van passar a un programa de prova de vol. El prototip Model 77/YAH-64A d'Hughes va fer el seu primer vol el 30 de setembre de 1975, mentre que el prototip Model 409/YAH-63A de Bell va fer el seu primer vol l'endemà. L'any 1976, després d'avaluar els resultats de les proves, l'Exèrcit va seleccionar al YAH-64A de Hughes en detriment del YAH-63A de Bell. Les raons per a l'elecció del YAH-64A incloïen el seu rotor principal de quatre pales amb major tolerància als danys i la inestabilitat en el tren d'aterratge tricicle del YAH-63.
L'AH-64A va entrar llavors en la fase 2 del programa AAH. Aquesta fase demanava la fabricació de tres AH-64 de preproducció, l'actualització dels dos prototips de vol YAH-64A i la unitat de prova terrestre al mateix estàndard. Els sistemes d'armes i sensors van ser integrats i provats durant aquesta etapa, i s'hi van incloure el nou míssil antitancs AGM-114 Hellfire.

### Producció
El 1981 l'Exèrcit dels Estats Units va rebre tres AH-64 de preproducció pel 2n test operacional. Les proves de l'Exèrcit van ser reeixides, però després es va decidir actualitzar el motor a la versió T700-GE-701 que desenvolupava 1.690 CV (1,259 kW). A la fi de 1981 l'AH-64 va ser nomenat "Apache", en honor del poble Apatxe, seguint amb la tradició de l'Exèrcit d'usar noms de tribus dels amerindis dels Estats Units per als seus helicòpters.
En 1982, Hughes va ser autoritzada per a la producció a gran escala de l'Apache, i va anar en l'any 1983 quan va sortir el primer helicòpter de producció de les fàbriques Hughes Helicopters de Mesa, Arizona. El gener de 1984 Hughes Helicopters va ser adquirida per McDonnell Douglas per 500 milions de dòlars nord-americans. Posteriorment Hughes va passar a formar part de la companyia Boeing amb la fusió de Boeing i McDonnell Douglas a l'agost de 1997. L'any 1984 el cost de l'AH-64A va incrementar-se en 7,8 milions de dòlars i el cost mitjà per unitat era aproximadament de 14 milions de dòlars amb costos de desenvolupament inclosos.
L'any 2004 General Electric va començar a produir motors T700-GE-701D més potents, que desenvolupaven 2.000 CV (1.500 kW) pels AH-64D. El cost total del programa AH-64D era de 10.500 milions de dòlars a l'abril de 2007.
L'Apache va entrar en servei el 2 de gener de 1984, amb una primera producció d'11 unitats.

## Disseny

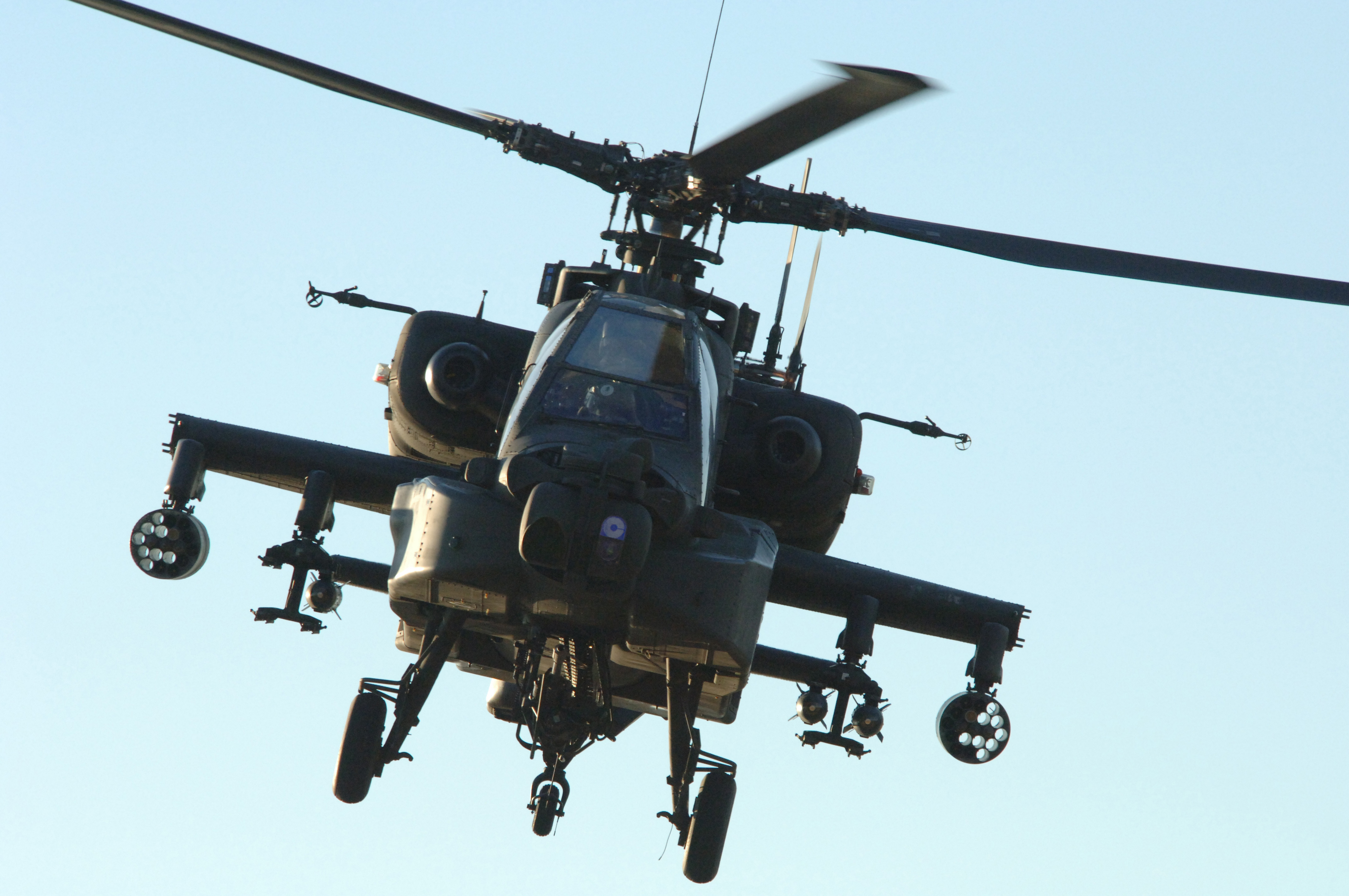
Vista frontal d'un Apache en l'aire.

L'helicòpter AH-64 Apache està dissenyat per mantenir-se en vol després de rebre trets amb munició de fins a calibre 23 mm. Està designat per resistir dures condicions climàtiques i per operar tant de dia com de nit usant una aviònica i electròniques modernes, com el sistema d'adquisició i designació de l'objectiu, el sensor de visió nocturna del pilot (TADS/PNVS), les contramesures infraroges passives, sistema de posicionament global (GPS) i el sistema de visualització de pantalla integrat en casc (IHADSS).

### Estructura
El fuselatge, les ales, la cua, els compartiments dels motors, la cabina de la tripulació i els contenidors d'aviònica de l'AH-64 Apache són produïts per Northrop Grumman.
Compartiment de la tripulació
Els dos tripulants s'asseuen en tàndem: el copilot/artiller davant, i darrere el pilot en una posició 48 cm més alta. Els seients són fabricats de kevlar lleuger. Les dues cabines compten amb vidres blindats de material acrílic, dissenyats també per proporcionar un camp de visió òptim. Els compartiments de la tripulació, el sòl, els laterals i entre els dos compartiments estan protegits amb plaques de blindatge de bor de baix pes de Ceradyne Inc., oferint protecció contra projectils penetrants d'armadura de fins a calibre 12,7 mm. Els seients i l'estructura estan dissenyats per proporcionar a la tripulació un 95 per cent de possibilitats de sobreviure a impactes contra el sòl des d'una altura de 12,8 metres a 46 km/h (42 peus/s).
Tren d'aterratge
El tren d'aterratge de l'helicòpter Apache està format per dues rodes principals simples a la part inferior de la cabina més una roda de cua giratòria amb autocentrat i bloquejable. Les rodes principals disposen de frens hidràulics i no són retràctils, però es poden plegar cap enrere i reduir a l'altura de l'aeronau per a emmagatzematge i transport. Els amortidors de les rodes principals i els mecanismes de cua estan dissenyats per a ràtios de descens normals de 3,05 m/s i bruscs aterratges de fins a 12,8 m/s. A més, permeten que l'Apache pugui desenganxar i aterrar amb desnivells en el terreny de fins a 12° en sentit longitudinal i 10° en sentit lateral.

### Grup motopropulsor
Motors
| Versió Apache | Model dels motors (2)         | Potència de cada motor |
| ------------- | ----------------------------- | ---------------------- |
| AH-64A/A+/D   | General Electric T700-GE-701  | 1.696 CV (1.265 kW)    |
| AH-64A/A+/D   | General Electric T700-GE-701C | 1.900 CV (1.417 kW)    |
| AH-64A/A+/D   | General Electric T700-GE-701D | 2.000 CV (1.500 kW)    |
| WAH-64D       | Rolls-Royce Turbomeca RTM322  | 2.100 CV (1.566 kW)    |

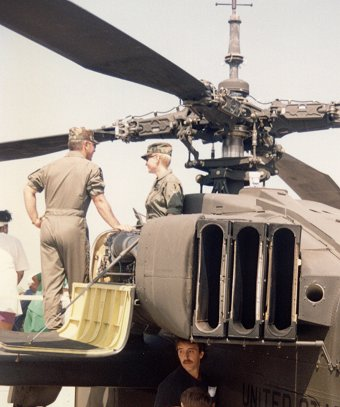
Compartiment obert d'un dels motors i els tres supressors d'infrarojos en la sortida de gasos.

L'AH-64 és propulsat per dos motors turboeix General Electric T700-GE-701, fabricats per la subsidiària GE Aviation. Cadascun dels motors està allotjat en un compartiment independent a cada costat del fuselatge, damunt de les ales, a l'altura de l'eix del rotor. Els components importants estan protegits amb blindatge i les sortides de gasos de les turbines disposen de supressors d'infrarojos que redueixen l'emissió i calor. Cada compartiment disposa d'una coberta superior que permet obrir-la cap avall per accedir al motor i que a més serveix com a plataforma de manteniment. Els motors estan separats per evitar danys en els dos alhora durant el combat.
El model de motor T700-GE-701C és capaç de desenvolupar una potència d'1.409 kW (1.890 CV) durant 10 minuts, 1.342 kW (1.800 CV) durant 30 minuts i 1.238 kW (1.660 CV) de manera contínua.
Dipòsit de combustible
Dins el fuselatge hi ha dos dipòsits blindats i a prova de caigudes. Són capaços de resistir impactes directes de bales de calibre 23 mm i estan fabricats amb capes de poliestirè i kevlar. Els dipòsits tenen una capacitat total de 1.421 litres.
Rotors
L'Apache té un rotor principal de quatre pales i un rotor de cua també de quatre pales, però aquestes últimes alineades de manera no ortogonal. Les pales del rotor principal, de 6 m de longitud, són fabricades per Tool Research and Engineering Corporation, i estan fetes de material compost que resisteix projectils de calibre 23 mm.

### Sistemes
L'AH-64 Apache està dotat d'aviònica redundant i sistemes per complir les missions assignades. El cablejat de cada helicòpter mesura un total de 13 km.

#### Sensors

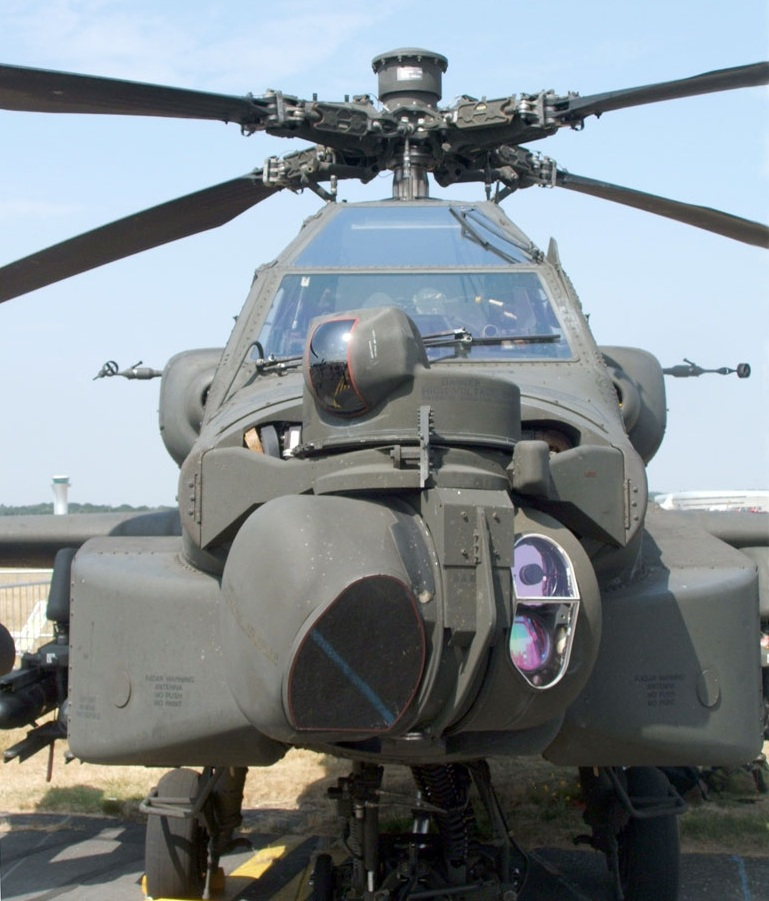
Vista de prop dels sistemes de sensors en el morro d'un AH-64D de la Real Força Aèria dels Països Baixos en el Farnborough Airshow de 2006.

L'AH-64 està equipat en el morro amb el conjunt de sensors TADS/PNVS, ambdós desenvolupats per Lockheed Martin:
- El sistema d'adquisició i designació de l'objectiu TADS (sigles de Target Acquisition Designation Sight) o AN/ASQ-170, se situa a la seva torreta frontal, compta amb òptiques de vista directa, càmera de vídeo, sensors d'observació per infrarojos FLIR (sigles de Forward-Looking InfraRed) i telèmetre/designador làser Litton.
- El sensor de visió nocturna del pilot PNVS (sigles de Pilot Night Vision Sensor), o AN/AAQ-11, consisteix en un dispositiu FLIR muntat en una torreta rotativa en el morro, sobre el TADS. La imatge del PNVS és mostrada en la mira monocular del casc amb el sistema de visualització de pantalla integrat IHADSS (sigles de Integrated Helmet And Display Sighting System) Honeywell, és utilitzat tant pel pilot com pel copilot/artiller.

Posteriorment, Lockheed Martin ha desenvolupat un nou sistema de visió nocturna i designació d'objectius per a l'Apache, emprant sensors infrarojos amb ona llarga de segona generació, que milloren l'abast i la resolució. El nou sistema es denomina Arrowhead i té un FLIR de designació amb tres camps de visió, un FLIR de pilotatge amb dos camps de visió, càmera de televisió CCD, zoom electrònic, rastrejador d'objectius i ajust automàtic de la mira i canó. L'Arrowhead va entrar en producció el desembre de 2003 i la primera unitat va ser lliurada a l'Exèrcit estatunidenc el maig de 2005. Va ser previst que per l'any 2011 704 helicòpters Apache nord-americans estarien equipats amb aquest nou sistema. El maig de 2005 es va contractar la millora a nivell l'Arrowhead pels Apache AH Mk1 britànics, amb els lliuraments previstos entre 2009 i 2010.

#### Contramesures

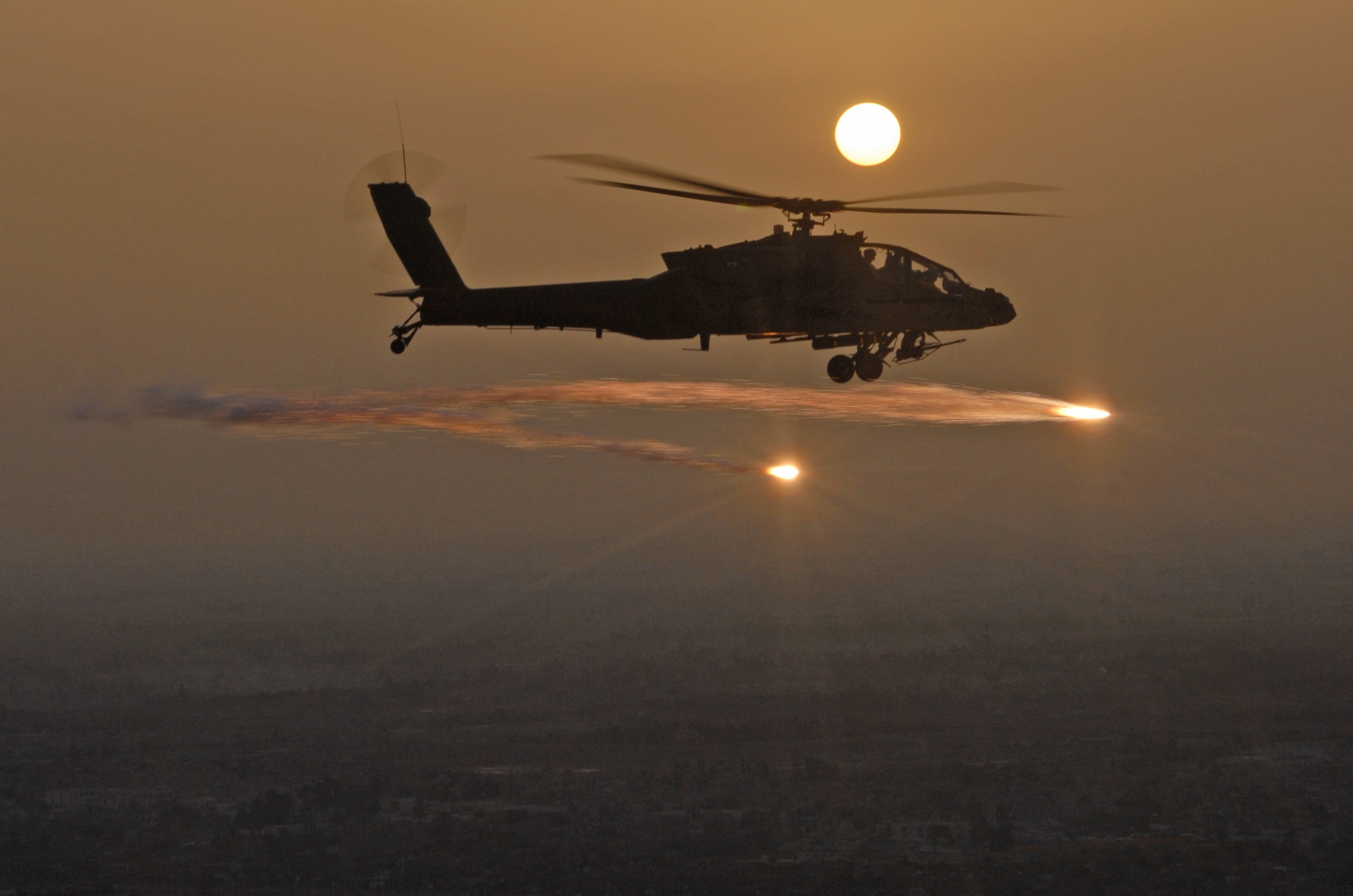
Un AH-64D nord-americana disparant bengales.

L'Apache disposa dels següents sistemes de contramesures i de guerra electrònica:
- Receptor d'avís de radar AN/APR-39A(V) subministrat per Northrop Grumman i Lockheed Martin.
- Sistema d'adquisició d'objectius amb suport electrònic a les interferències de freqüència de radar Lockheed Martin AN/APR-48A Radar Frequency Interferometer Electronic Support.
- Equip de contramesures per infrarojos BAE Systems IEWS AN/ALQ-144.
- Receptor d'avís làser Goodrich AN/AVR-2.
- Pertorbador de radar ITT AN/ALQ-136(V).
- Dispensadores de contramesures, tant bengales IR com dipols antirradar o chaff.

Els helicòpters AH-64D israelians estan equipats amb el sistema d'autoprotecció Elisra Seraph, que inclou dispositiu d'avís de míssils SPS-65 i el pertorbador de radar SPJ-40.
Els helicòpters AH-64D neerlandesos estan equipats amb un dispositiu de contramesures per infrarojos direccional (DIRCM, sigles de Directional Infrared Countermeasures) de Northrop Grumman.
HIDAS
Els WAH-64 Apache britànics van reemplaçar els sistemes de contramesures més modests de l'AH-64D per uns sistemes més avançats inclosos en l'equip de sistemes defensius HIDAS (sigles de Helicopter Integrated Defensive Aids Suite) de BAE Systems. L'HIDAS va entrar en servei l'1 de juliol de 2003 i ha estat escollit per Kuwait i Grècia per incorporar-ho als seus helicòpters AH-64D. L'HIDAS inclou:
- Un sistema d'avís de míssils CWMS (sigles de Common Missile Warning System) que explora l'espectre ultraviolat-infraroig Lockheed Martin AN/AAR-57.
- Un pertorbador de freqüència de radar Lockheed Martin AN/APR-48 per a emissions d'apuntament.
- Un receptor d'avís de radar (RWR, sigles de Radar Warning Receiver) Sky Guardian 2000 de BAE Systems i un sistema d'advertiment làser Tipus 1223, connectats per realitzar un control automàtic dels dispensadors de contramesures.

### Armament
L'helicòpter està armat amb un canó automàtic M230 de calibre 30 mil·límetres. A més, té dues estructures alars als laterals, cadascuna amb dues pilones articulades inferiors i un punt d'ancoratge en l'extrem. Les pilones poden carregar armament d'atac i dipòsits de combustible externs de 871 litres (230 galons) i en els extrems pot portar míssils aire-aire de defensa. L'AH-64 pot equipar una gamma variada d'armament, normalment una combinació de míssils antitancs AGM-114 Hellfire, coets no guiats de calibre 70 mil·límetres Hydra 70 i míssils antiaeris FIM-92 Stinger. En cas d'emergència, les ales també poden servir per transportar personal. Té un telèmetre/designador làser, usat per designar el sistema de míssils Hellfire així com proporcionar informació de rang pelss càlculs balístics del computador de control de tir.

#### Armament bàsic

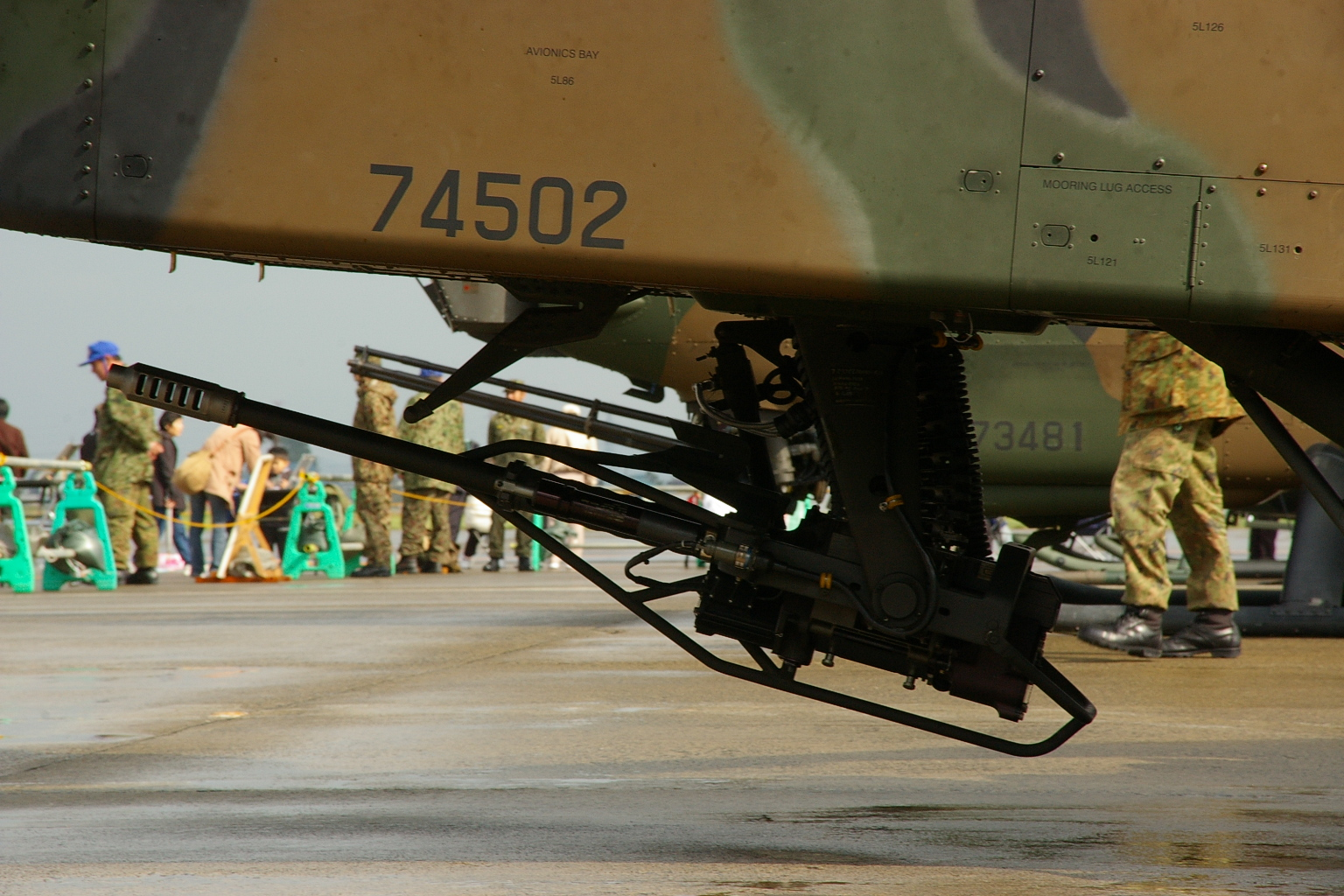
El canó automàtic M230 de calibre 30 mm muntat en un Apache.

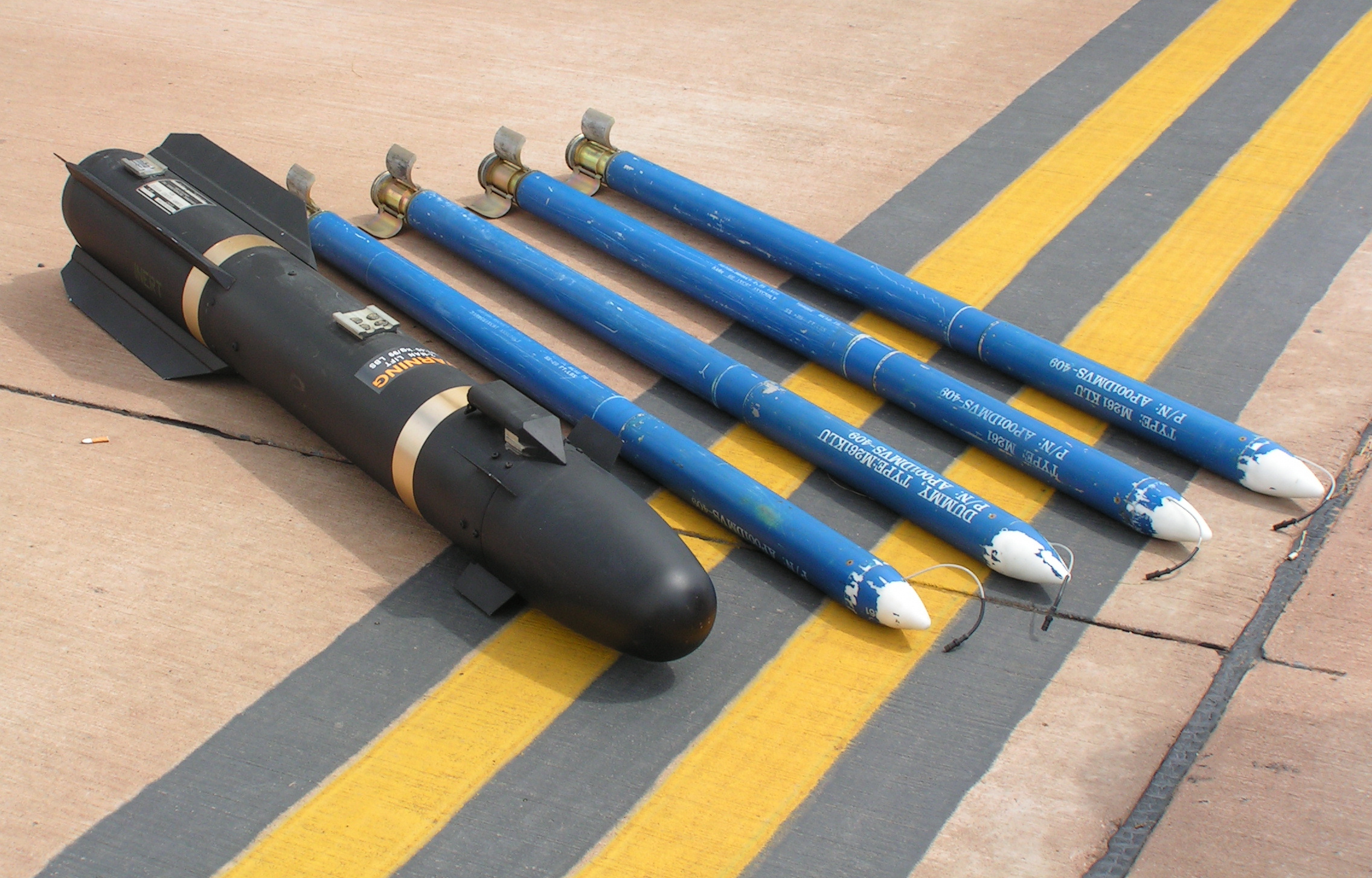
Míssil AGM-114 Hellfire i coets Hydra 70.

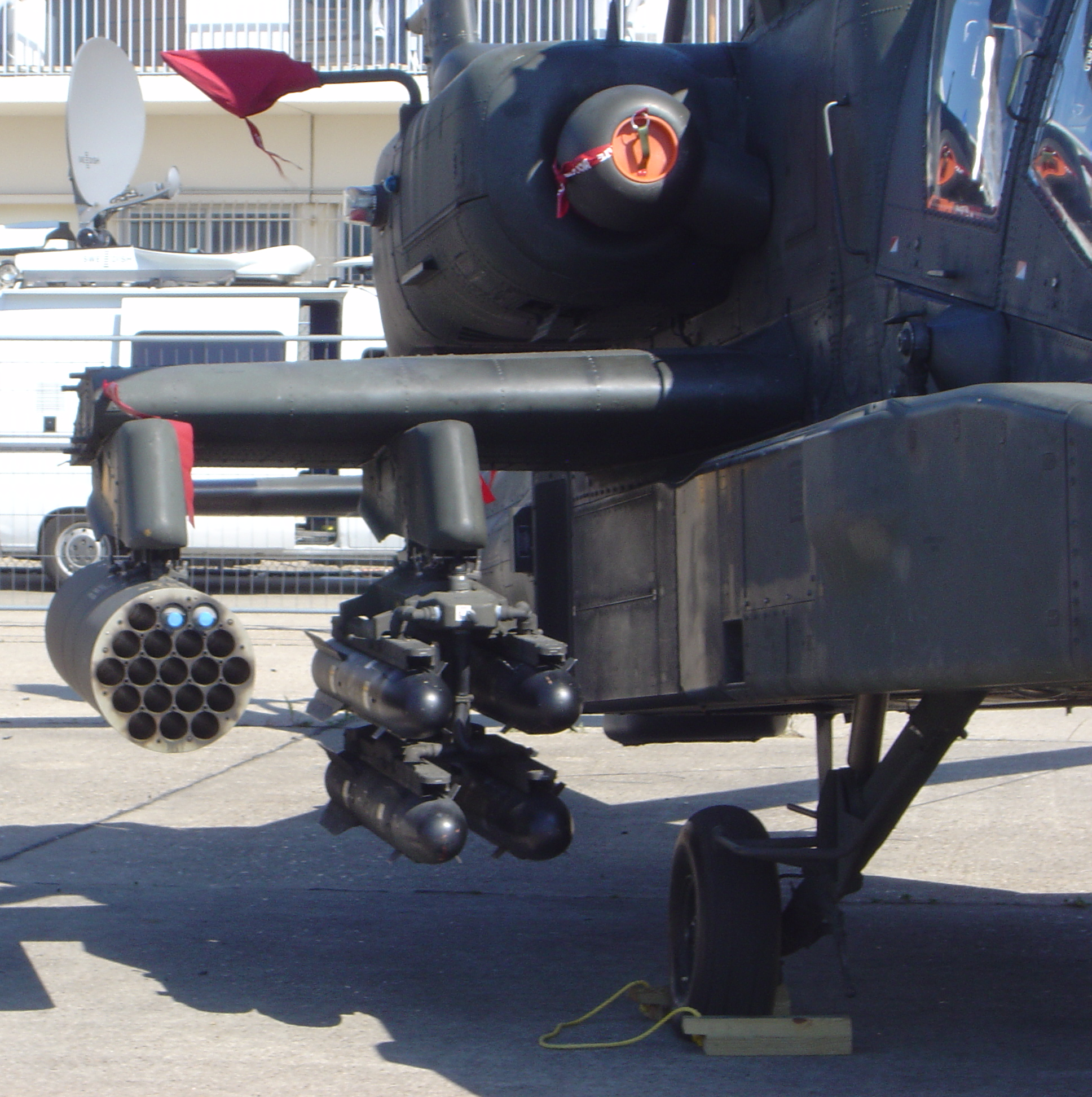
Coets Hydra 70 i míssils AGM-114 Hellfire muntats en un helicòpter Apache.

- Canó automàtic.

El canó automàtic mono-tub de calibre 30 mm M230 és operat elèctricament de manera externa i muntat en una torreta d'accionament hidràulic. Té una cadència de tir de 600-650 trets/minut, un abast màxim de 4.000 metres, i un abast efectiu d'1.500-1.700 metres. Utilitza munició M789 d'alt explosiu (HE) de doble propòsit, i disposa d'una capacitat màxima d'1.200 projectils. Pot ser sincronitzat amb el casc amb pantalla HMD de l'artiller, fixat en una posició de tret cap endavant fixa, o controlat a través del sistema d'adquisició i designació de l'objectiu (TADS). És usat principalment contra objectius desprotegits o poc blindats, també per a protecció pròpia.
- Coets.

El sistema de coet aeri d'aletes plegables (FFAR, sigles de Folding Fi Aerial Rocket) Hydra 70 consisteix en un contenidor cilíndric que porta 19 coets de 70 mm amb càrrega variable: pot ser d'alt explosiu (HE), de submunicions polivalents (MPSM, sigles de Multi-Propose Sub-Munitions), incendiàries, de fum, d'il·luminació o flechette. Tenen un abast màxim de 9.000 metres, sent la distància més efectiva a 3.000-4.000 metres. L'Apache pot carregar un màxim de 76 coets.
- Míssils antitancs.

El AGM-114 Hellfire és un míssil antitancs guiat per làser i radar capaç de destruir qualsevol tipus de vehicle blindat conegut. Té dues formes d'operació: autònoma, guiat pel mateix Apache que ho dispara, o remota, l'objectiu és designat per un altre helicòpter o per un soldat des de terra. L'abast és des dels 500 als 8.000 metres. Un Apache pot carregar un màxim de 16 míssils.
Capacitats d'armament i prestacions en un helicòpter AH-64A segons el perfil de la missió:
| Missió             | Hellfire | 30 mm | Hydra 70 | Velocitat màxima nusos | Raó d'ascens peus/min | Durada de la missió (horas) |
| ------------------ | -------- | ----- | -------- | ---------------------- | --------------------- | --------------------------- |
| Antitancs          | 16       | 1.200 |          | 148                    | 990                   | 2,5                         |
| Força de cobertura | 8        | 1.200 | 38       | 150                    | 860                   | 2,5                         |
| Escorta            |          | 1.200 | 76       | 153                    | 800                   | 2,5                         |

Algunes configuracions de missió usades pels AH-64A de l'Exèrcit dels Estats Units:
| A                                                                 | 4 Hellfire i 19 coets    | 19 coets i 4 Hellfire    | Reconeixement i atac                |
| B                                                                 | 4 Hellfire i tanc extern | 19 coets i 4 Hellfire    | Reconeixement i atac de llarg abast |
| C                                                                 | 8 Hellfire               | 8 Hellfire               | Atac                                |
| D                                                                 | 8 Hellfire               | Tanc extern i 4 Hellfire | Atac de llarg abast                 |
| I                                                                 | 38 coets                 | 38 coets                 | Reconeixement i atac                |
| F                                                                 | 19 coets i tanc extern   | 38 coets                 | Reconeixement i atac de llarg abast |
| G                                                                 | 4 Hellfire i 19 coets    | Tanc extern i 19 coets   | Reconeixement de llarg abast        |
| Totes les càrregues inclouen munició de 1.200 projectils de 30 mm |                          |                          |                                     |

#### Altre armament
- Míssils antirradar.

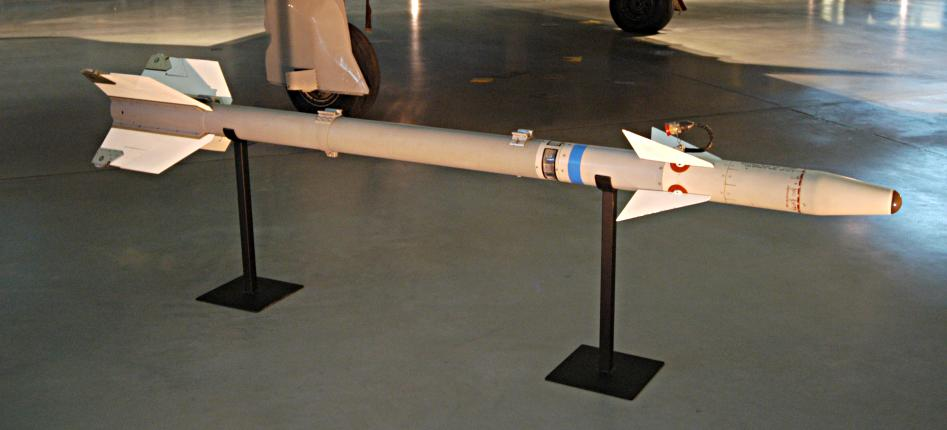
Míssil aire-aire AIM-9 Sidewinder.

L'Apache pot muntar míssils antirradiació AGM-122 Sidearm per atacar els sistemes de radars enemics. Aquests míssils tenen un abast de 16,5 km.
- Míssils antiaeris.

Com a defensa antiaèria o per a missions d'atac a helicòpters enemics, l'Apache pot equipar míssils aire-aire als punts d'ancoratge fixats a l'extrem de cada ala, sense que això faci variar la càrrega d'armament aire-superfície que porta en els altres suports. Aquest armament ha estat afegit a l'Apache entre 1997 i 1998. Pot portar 4 míssils FIM-92 Stinger o Mistral, dos en cada extrem d'ala amb un abast d'entre 4 i 5 km; o 2 míssils AIM-9 Sidewinder, un en cada extrem de l'ala, amb un abast de fins a 18 km.

## Especificacions (AH-64A/D)

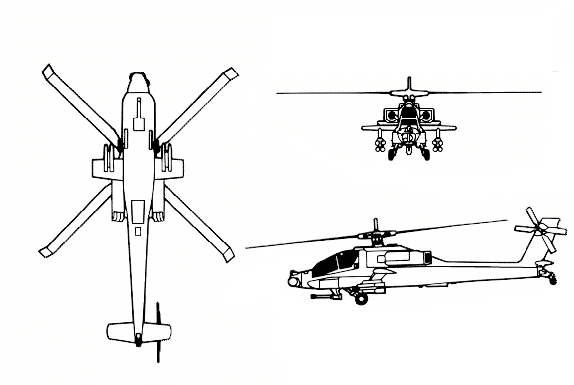

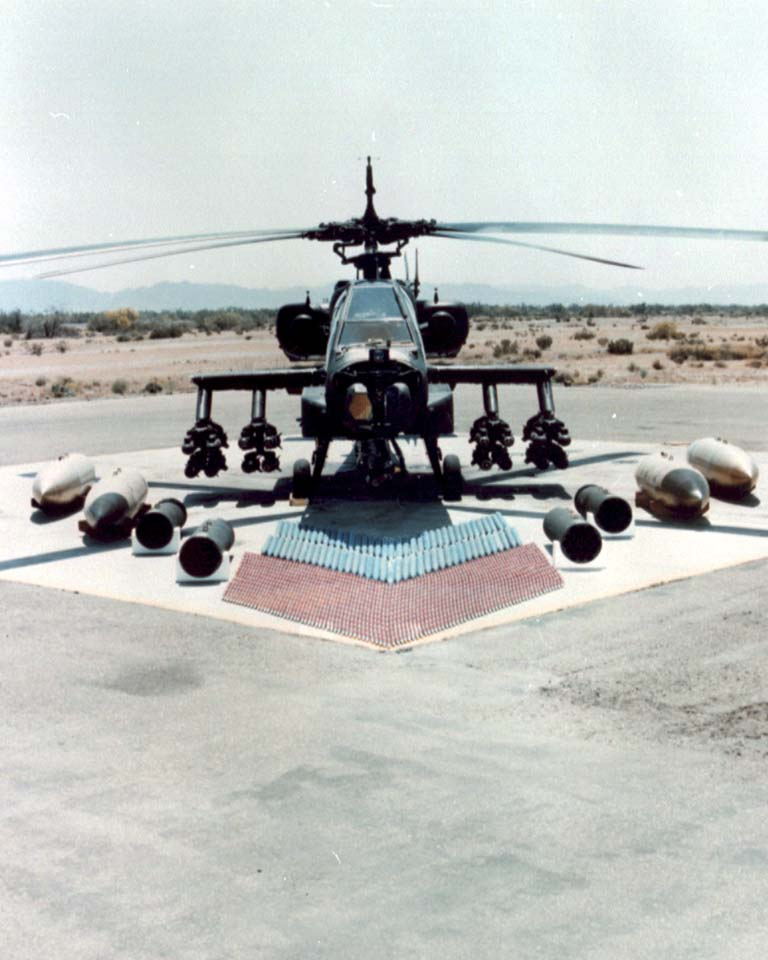
Càrrega d'armes d'un AH-64 Apache

Dades de Jane's Information Group, Bishop
Característiques generals
- Tripulació: 2 (pilot i copilot/artiller)
- Longitud: 17,73 m (amb les hèlixs en moviment)
- Diàmetre del rotor: 14,63 m
- Alçada: 3,87 m
- Superfície del disc 168,11 m²
- Pes buit: 5.165 kg
- Pes carregat: 8.000 kg
- Pes màxim d'enlairament: 10.433 kg
- Motors: 2×  turboeixos General Electric T700-GE-701 i després les versions millorades T700-GE-701C (1990–present) & T700-GE-701D (AH-64E), −701: 1.260 kW, −701C: 1.409 kW, −701D: 1.490 kW   cada un
- Fuselage length: 15,06 m

 Rendiment 
- Velocitat màxima absoluta : 197 nusos, 365 km/h
- Velocitat màxima: 158 nusos, 293 km/h
- Velocitat de creuer: 143 nusos, 265 km/h
- Abast: 257 mn, 476 km  amb el radar Longbow instal·lat
- Radi de combat: 260 mn
- Sostre de servei: 6.400 m  càrrega mínima
- Ràtio d'ascens: 12,7 m/s
- Càrrega del disc: 47,9 kg/m²
- Potència/pes: 0,31 kW/kg

Armament

- Metralladores: 1 canó automàtic de calibre 30 mm amb 1.200 cartutxos
- Punts d'ancoratge: 4 punts de suport a les ales, les versions Longbow també equipen raïls a l'extrem alar per a un llançador doble de míssils FIM-92.
- Coets: coets Hydra 70 70 mm o CRV7 70 mm
- Míssils: habitualment AGM-114 HellfireAviònica
- Lockheed Martin / Northrop Grumman AN/APG-78 Longbow[13] (Nota: només possible en les versions AH-64D/E)